# Perissandria dizyx
Perissandria dizyx är en fjärilsart som beskrevs av Rudolf Püngeler 1906. Perissandria dizyx ingår i släktet Perissandria och familjen nattflyn. Inga underarter finns listade i Catalogue of Life.